# Der heimliche Aufmarsch
Der heimliche Aufmarsch (italiano: "La segreta marcia") è una poesia di Erich Weinert. È stata musicata da Wladimir Vogel nel 1929 in occasione della Giornata internazionale della pace. È stata in seguito interpretata dall'attore e cantante tedesco Ernst Busch su nuova musica di Hanns Eisler alla fine del film Niemandsland di Victor Trivas. Eisler rielaborò la melodia nel 1938 e Busch ricantò Die heimliche Aufmarsch al congresso del Partito Comunista di Germania, dove acquisì una certa notorietà.